# 美国领地

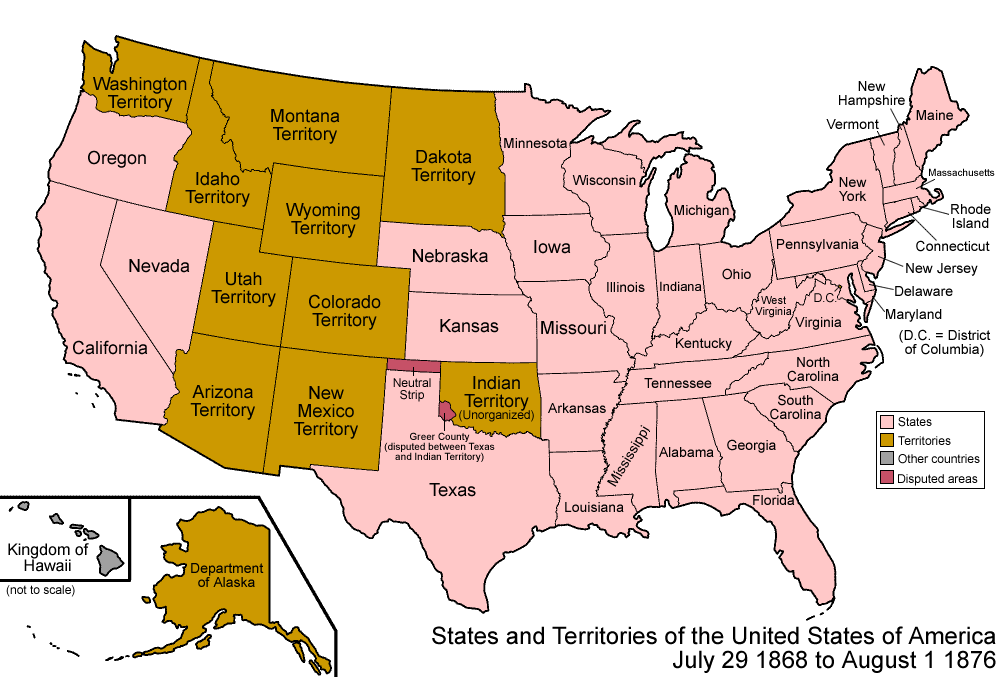
1868至1876年间美国行政分区，包括9个通過組織法领土和2个未通過組織法领土。

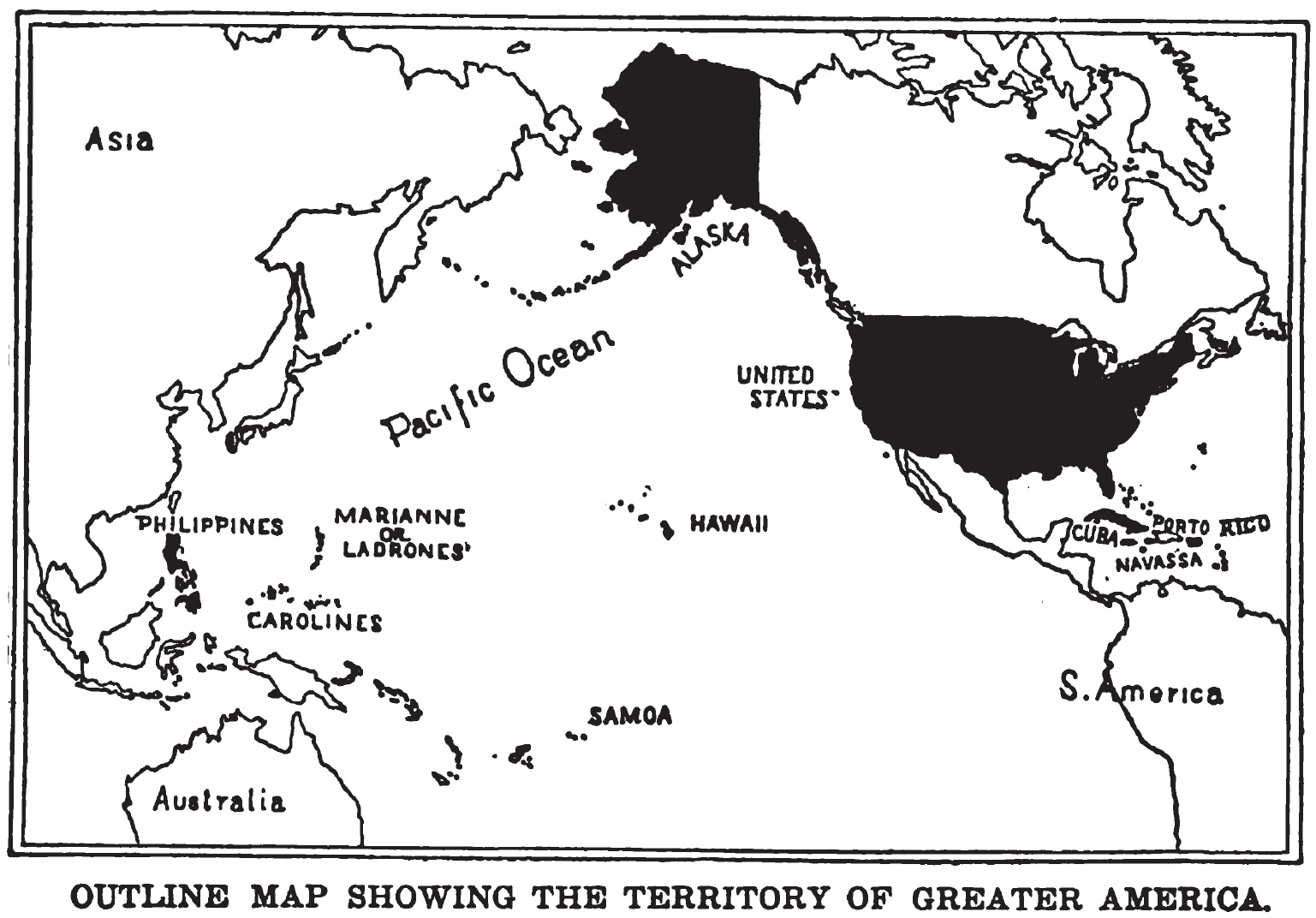
1899年的美國領土，包含阿拉斯加、古巴、夏威夷、菲律賓、波多黎各以及薩摩亞，總面積約1025萬平方公里。美國通過領土擴張，至今控制太平洋及大西洋。

美国领地（英語：Territories of the United States），亦稱準州，是由美国联邦政府管理的次国家行政区划和附属领地。与美国的州和印第安人保留地不同，领地并不具备主权。各州拥有与联邦政府分离的主权，而经联邦政府承认的印第安人部族则以“从属的主权国家”身份享有有限的部落自治权。美国的领地则由国会通过《组织法》设立，并依照是否被合并和是否建立有组织政府加以分类。领地处于美国的主权范围之内，但在法律和行政适用上，它们既属于美国，却又不完全等同于美国本土。特别是未并入的领地，不被视为美国不可分割的一部分，《美国宪法》仅在部分范围内适用于这些地区。为了维护原住民的治理方式、土地所有权与文化，一些领地选择不通过《组织法》实现合并，从而保持自身的独特性。
目前，美国在加勒比海地区管理三个领地，在太平洋地区管理十一处领地。其中，美属萨摩亚、关岛、北马里亚纳群岛、波多黎各以及美属维尔京群岛是常住人口聚居的未合并领地，其余九处为无人定居的岛屿、环礁和礁石，而该九处中只有巴尔米拉环礁被归类为合并领地。此外，美国对巴霍努埃沃浅滩和塞拉尼拉浅滩提出主权声索，但实际上由哥伦比亚管辖。历史上，美国领地制度是为了管理新获得的土地而设立的，多数领地最终走向建州。最近一个由领地转为州的案例是夏威夷，它在1959年8月21日正式成为美国的一个州。
在政治与经济层面，美国领地的发展水准普遍低于本土与夏威夷。根据2012年的数据，领地的电信和基础设施普遍落后于美国大陆和夏威夷，贫困率也普遍高于各州。一些领地仍然保有集体或信托形式的土地所有制，继续使用原住民语言，并保持传统文化习俗。这些文化特征在全面纳入美国体系后可能难以延续，因此领地居民在与美国的关系上采取了不同的策略，有的倾向于更紧密地融入美国，有的则希望尽可能保持独立。虽然处于美国主权之下，这些领地的居民在政治权利上仍有局限。他们不能在美国总统选举中投票，在众议院也仅有无表决权的代表。

## 合并领土与非合并领土
这些领土可以分为是否合并领土（即美国本土的一部分）和是否通過組織法（由美国国会依行政組織法案通过並承认）。美國已通過組織法的合併領土在1789年至1959年间存在，有31个领土申请并获得联邦州地位。美国直到1898年才拥有所谓“非合并领土”（亦称“海外领地”或者“島嶼地區”），時至今日仍继续控制部分地区。
美国所謂的合并领土（英語：Incorporated territory）是指适用於美国司法裁判权的特定地区，美国国会裁定美国宪法完全适用于美国的地方政府和居民（例如公民权利，陪审团审判等）。合并领土被认为是美国不可分割的一部分，而不仅仅是一块领地而已。
相对的，非合并领土是一个适用美国司法裁判权的地区，美国国会裁定美国宪法只有部分适用于这些地区。非合并领土本质上是殖民地，根据宪法第六条规定，即联邦法律效力优先于州法律的原则，依据美国国会选订适用之美国宪法，接受管辖。
成为合并领土对于一块领土来说是一个永久的状态。一旦合并就无法去除这个状态；也就是说它就再也无法从美国司法裁判权中得以豁免（有某些例外的情况；有部分美国合并领土基于边界和解的安排已经转让给外国政府，参見Rio Rico。在这里，“合并”这个词不涉及建立一个公民政府的行为（例如一个城市或小镇））。

## 通過組織法领土和未通過組織法领土
美国国会通过行政组织法案（Organic Act，或譯為基本法、自治法、組織法、建制法）以正式宣告這些通過組織法的领土（英語：Oraganized Territory）政府系统的建立。这种领土既可以是非合并领土也可以不是，自从1959年夏威夷成为美国第50个州之後只有非合并领土存在。

### 政府组成
行政组织法案的条款包括其领土上权利法案的设立，以及一个三权分立政府的架构，这样的领土是通過組織法的。历史上一块通過組織法的领土不同于州，因为虽然行政组织法案允许有限的自治政府，但是没有宪法而且这块领土的终极权力掌控在美国国会手上而不是当地政府。某些同时代的通過組織法領土拥有宪法，但是这种宪法明显不同于州的宪法，因为前者不能使得这块领土有权成为联邦的一个州。

### 美國已通過組織法的合併領土
美国的第一块通過組織法领土是西北领地，於1787年通过西北法令時建立，此法令即之后的行政组织法案的前身。随后的半世纪裡，有29个其他领土建立了組織法。历史上看，依据行政组织法案建立的一个领土是典型的获得联邦州地位的序曲。这些领土都是合并领土，也就是说他们都是美国的一部分，而直到1898年随着美西战争而获得的第一个非合并领土，他们之间的差别才开始出现。

### 已通過組織法的未合併領土
在当前美国行政岛屿区的字典中，“自治邦”被认为是一个通過組織法的领土所存在的一种特殊情况。现在有两个这样的例子——波多黎各和北马里亚纳群岛，但是这两个都不是合并领土。此外关岛和美属维尔京群岛也都是通過組織法的领土，但他们都不是合并领土或自治邦。
虽然美属萨摩亚從1967年拥有一个自治政府，但美国国会从未为其通过行政组织法案，所以法律上美属萨摩亚为非通過組織法的领土，同时也为非合并领土。

## 历史
历史上大多数美国领土，包括所有那些最终成为美国各州的领土，都是通過組織法的合并领土，也就是说议会为了这些合并领土建立了地方公民政府。直到19世纪末美西战争爆发，非合并领土和合并领土的差异并没有显现。战后美国获得的领土包括菲律宾，关岛和波多黎各。而在这之前美国都是通过兼并的方式获得领土，而这些领土都是“事实上”的合并领土。
非合并领土和合并领土的区别在1937年美国最高法院审判波多黎各人民诉壳牌石油公司的案子中获得法律解释，在这个案例中法院裁定谢尔曼反托拉斯法案（只是提到“领土”）适用于波多黎各，虽然后者不是美国的合并领土。（参看：岛屿案例和鸟粪岛法案）
在当时来说“非合并领土”这个词主要指的是岛屿区。现在只有一个沒有組織法的合并领土巴尔米拉环礁。相反地，一块领土可以是未有組織法的领土而不需要同时是合并领土，一个同时代的例子即是波多黎各。

## 当前美国领土分类

岛屿区所在位置：
美国本土
未通過組織法的合并领土
已通過組織法的非合并领土（非自治邦）
已通過組織法的非合并领土（自治邦）
未通過組織法的非合并领土

### 已通過組織法的合并领土
自1959年以来都未有，关于1959年之前的通過組織法的合并领土，完整名單请参见美國已通過組織法的合併領土。

### 已通過組織法的非合并领土
- 關島
- 北马里亚纳群岛（自治邦（政府））
- 波多黎各自由邦（自治邦（政府））
- 美属维尔京群岛

### 未通過組織法的合并领土
- 巴尔米拉环礁由美国大自然保护协会私人拥有，由美国内政部管理。其是一个由大约50个小岛组成的群岛，大约1.56平方英里（4Km²）位于檀香山以南大约1,000英里（1,600公里）处。巴尔米拉环礁之前属夏威夷王国以及接下来的夏威夷共和国，美国在1898年兼并夏威夷共和国、设立夏威夷领地时随着其他夏威夷岛屿成为美国合并领土。但是，当夏威夷在1959年成为一个州的时候，巴尔米拉环礁被明确单独从该州分离出来，依然是合并领土但沒有另外的的行政組織法。

### 未通過組織法的非合并领土
- 美属萨摩亚，法律上是未通過組織法领土，但是從1967年成立自治政府; 人口有46,366(2021年估計)，面积200km²
- 贝克岛，无人居住，面积1.18km²
- 豪兰岛，无人居住，面积1.82km²
- 贾维斯岛，无人居住，面积4.5km²
- 约翰斯顿环礁，无人居住，面积2.8km²
- 金曼礁，无人居住，面积0.01km²
- 巴霍努埃沃浅滩，无人居住，面积约100km²
- 塞拉尼拉浅滩（注意不是塞拉纳浅滩），无人居住
- 中途岛，无人居住，面积约5.2km²，现在属于中途岛美国野生动植物保护区
- 纳瓦萨岛，无人居住，面积约5.2km²
- 威克岛，由威克、威尔克斯和皮尔三个岛组成[4]，无人居住，面积约6.5km²

## 前美国领土及管辖地区分类

### 過去美國已通過組織法的合併領土
完整名单参看美國已通過組織法的合併領土。

### 前美国非合并领土（非完整）
- 莱恩群岛（？－1979年）：与英国有争议，基里巴斯獨立之后放弃其中8个岛屿主权要求，僅擁有其中3个岛屿分別為贾维斯岛、金曼礁、巴尔米拉环礁。
- 巴拿马运河区（1903－1999年）：托里霍斯-卡特条约生效后主权归还给巴拿马。
- 科恩群岛（1914－1971年）：通过布賴恩-查莫羅條約获得99年租期但是在1970年条约废除之后归还给尼加拉瓜。
- 龍卡多爾島（1856－1981年）：通过鸟粪岛法案获得之后再1981年9月7日因条约归还给哥伦比亚。
- 基塔苏埃尼奥浅滩（英语：Quita Sueño Bank）（1869－1981年）：通过鸟粪岛法案获得之后再1981年9月7日因条约归还给哥伦比亚。
- 塞拉纳浅滩（？－1981年）：通过鸟粪岛法案获得之后再1981年9月7日因条约归还给哥伦比亚。
- 菲律宾群岛（1902－1935年）；菲律宾自由邦（1935年－1946年）：1946年完全独立。
- 菲尼克斯群岛（？－1979年）：与英国对有争议，基里巴斯獨立之后放弃主权要求。

### 前美国军事管制下非合并领土
- 波多黎各（1899年4月11日－1900年5月1日）：公民政府开始运作
- 菲律宾（1899年4月11日－1901年7月4日）：公民政府开始运作
- 关岛（1899年4月11日－1950年7月1日）：公民政府开始运作

### 美国曾经管理过的地区（非完整）
- 古巴（1899年4月11日－1902年5月20日）：承认为古巴共和国
- 太平洋群島託管地（1947年7月18日－1986年10月21日）：包括自由联合协定国家联系邦（马绍尔群岛、密克罗尼西亚联邦、帕劳）和北马里亚纳群岛
- 琉球群岛（1952年4月1日－1972年5月14日）：交还日本治理，包括其它一些与美国与日本之间有关琉球群岛和大东群岛条约规定下的小岛。[5]

### 其他地区
- 格陵兰（1941年－1945年）
- 冰岛（1941年－1946年）
- 奥地利和维也纳的盟军美国占领区（1945年－1955年）
- 西柏林美国占领区（1945年－1990年）
- 德国的盟军美占区（1945年－1949年）
- 盟军军事政府占领土全面实行盟军控制的意大利西西里岛入侵路段于1943年，直到与意大利1943年9月停战。AMGOT继续在意大利的新解放区，直到二战结束。也存在于盟国，如法国的战斗区。
- 的里雅斯特自由区（1947年－1954年），美国与英国共同管理的自由领地的一部分。
- 日本（1945年－1952年）
- 莱茵兰（德国，1918年－1921年）
- 韓國（美国占领三八线以北的朝鲜半岛南部，1945年－1948年）。
- 伊拉克（联盟临时管理当局）（2003年－2004年）
- 伊拉克绿区（2003年3月20日－2008年12月31日）
- 克利珀顿岛（1944年－1945年），被占领的领土；1945年10月23日回到法国。
- 入侵和占领格林纳达（1983年）

## 参看
- 美國行政區劃
- 美國領土變遷
- 美國領土擴張
- 美國非合併屬地
- 美國已通過組織法的合併領土
- 岛屿地区
- 非建制地區